# 1158 dans les croisades
Cette page regroupe les évènements concernant les Croisades qui sont survenus en 1158 :
- février : Renaud de Châtillon, prince d'Antioche prend le château de Harenc et le donne en fief à Renaud de Saint-Valéry[1].
- 15 juillet : Baudouin III bat Nur ad-Din à proximité du Lac de Tibériade[2].
- octobre : Baudouin III épouse Théodora Comnène, nièce de l'empereur Manuel[3].
- Baudouin III reprend la place forte d'Harrim (principauté d'Antioche) à Nur ad-Din[3].
- l'empereur Manuel Ier Comnène reprend la Cilicie aux Arméniens[3].